# جون هوارد (ممثل أمريكي)
جون هوارد (بالإنجليزية: John Howard)‏ مواليد 14 أبريل 1913 في كليفلاند - الوفاة 19 فبراير 1995 في سانتا روسا، الولايات المتحدة، هو ممثل أمريكي بدأ مسيرته الفنية سنة 1934. امتدت مسيرته الفنية لأكثر من 44 عاما. درس في جامعة كيس وسترن ريسرف.

## الأعمال
- الأفق المفقود
- قصة فيلادلفيا
- الطبيب المجنون
- السامي والقوي

## روابط خارجية
- جون هوارد على موقع IMDb (الإنجليزية)
- جون هوارد على موقع الموسوعة البريطانية (الإنجليزية)
- جون هوارد على موقع ألو سيني (الفرنسية)
- جون هوارد على موقع تيرنر كلاسيك موفيز (الإنجليزية)
- جون هوارد على موقع أول موفي (الإنجليزية)
- جون هوارد على موقع قاعدة بيانات برودواي على الإنترنت (الإنجليزية)
- جون هوارد على موقع قاعدة بيانات الأفلام السويدية (السويدية)
- جون هوارد على موقع إن إن دي بي (الإنجليزية)
- جون هوارد على موقع قاعدة بيانات الفيلم (الإنجليزية)
- جون هوارد على موقع كينوبويسك (الروسية)